# Danh sách người kế vị ngai vàng vương thất Hà Lan
Dưới đây là Danh sách những người kế vị ngai vàng hoàng gia Hà Lan. Danh sách bao gồm những cá nhân đã, đang và sẽ mang tước hiệu Thái tử hoặc Nữ Thái tử Hà Lan theo quy định của Hiến pháp Vương quốc Hà Lan có hiệu lực từ ngày 16 tháng 3 năm 1815. Những người kế vị đã trở thành Vua hay Nữ hoàng của Hà Lan sẽ được in đậm.
| Những người kế vị ngai vàng hoàng gia Hà Lan                | Những người kế vị ngai vàng hoàng gia Hà Lan | Những người kế vị ngai vàng hoàng gia Hà Lan | Những người kế vị ngai vàng hoàng gia Hà Lan | Những người kế vị ngai vàng hoàng gia Hà Lan | Những người kế vị ngai vàng hoàng gia Hà Lan | Những người kế vị ngai vàng hoàng gia Hà Lan               | Những người kế vị ngai vàng hoàng gia Hà Lan                                      | Những người kế vị ngai vàng hoàng gia Hà Lan |
| Người kế vị                                                 | Tước hiệu                                    | Mối quan hệ với Quốc vương                   | Trở thành người kế vị                        | Trở thành người kế vị                        | Không còn là người kế vị                     | Không còn là người kế vị                                   | Người kế vị tiếp theo                                                             | Quốc vương                                   |
| Người kế vị                                                 | Tước hiệu                                    | Mối quan hệ với Quốc vương                   | Ngày                                         | Nguyên nhân                                  | Ngày                                         | Nguyên nhân                                                | Người kế vị tiếp theo                                                             | Quốc vương                                   |
| ----------------------------------------------------------- | -------------------------------------------- | -------------------------------------------- | -------------------------------------------- | -------------------------------------------- | -------------------------------------------- | ---------------------------------------------------------- | --------------------------------------------------------------------------------- | -------------------------------------------- |
| Willem, Thân vương xứ Orange                                | Thái tử                                      | Con trai trưởng                              | 16 tháng 3 năm 1815                          | Cha ông lên ngôi vua                         | 7 tháng 10 năm 1840                          | Đức vua thoái vị, ông trở thành Vua                        | Vương tử Frederik (1815–1817), em trai                                            | Willem I                                     |
| Willem, Thân vương xứ Orange                                | Thái tử                                      | Con trai trưởng                              | 16 tháng 3 năm 1815                          | Cha ông lên ngôi vua                         | 7 tháng 10 năm 1840                          | Đức vua thoái vị, ông trở thành Vua                        | Vương tử Willem (1817–1840), con trai                                             | Willem I                                     |
| Willem, Thân vương xứ Orange                                | Thái tử                                      | Con trai trưởng                              | 7 tháng 10 năm 1840                          | Cha ông lên ngôi vua                         | 17 tháng 3 năm 1849                          | Đức vua qua đời, ông trở thành Vua                         | Hoàng tử Willem (1840–1849), con trai                                             | Willem II                                    |
| Willem, Hoàng tử xứ Orange                                  | Thái tử                                      | Con trai trưởng                              | 17 tháng 3 năm 1849                          | Cha ông lên ngôi vua                         | 11 tháng 6 năm 1879                          | Qua đời                                                    | Hoàng tử Maurits (1849–1850), em trai                                             | Willem III                                   |
| Willem, Hoàng tử xứ Orange                                  | Thái tử                                      | Con trai trưởng                              | 17 tháng 3 năm 1849                          | Cha ông lên ngôi vua                         | 11 tháng 6 năm 1879                          | Qua đời                                                    | Hoàng tử Hendrik (1850–1851), chú                                                 | Willem III                                   |
| Willem, Hoàng tử xứ Orange                                  | Thái tử                                      | Con trai trưởng                              | 17 tháng 3 năm 1849                          | Cha ông lên ngôi vua                         | 11 tháng 6 năm 1879                          | Qua đời                                                    | Hoàng tử Alexander (1851–1879), em trai                                           | Willem III                                   |
| Alexander, Hoàng tử xứ Orange                               | Thái tử                                      | Con trai út                                  | 11 tháng 6 năm 1879                          | Anh trai qua đời                             | 21 tháng 6 năm 1884                          | Qua đời                                                    | Hoàng tử Frederik (1879–1881), ông chú                                            | Willem III                                   |
| Alexander, Hoàng tử xứ Orange                               | Thái tử                                      | Con trai út                                  | 11 tháng 6 năm 1879                          | Anh trai qua đời                             | 21 tháng 6 năm 1884                          | Qua đời                                                    | Vương nữ Wilhelmina (1881–1884), em gái                                           | Willem III                                   |
| Vương nữ Wilhelmina                                         | Nữ Thái tử                                   | Con gái lớn                                  | 21 tháng 6 năm 1884                          | Anh trai qua đời                             | 23 tháng 11 năm 1890                         | Đức vua qua đời, bà trở thành Nữ hoàng                     | Công chúa Sophie, Nữ Đại Công tước của Saxe-Weimar-Eisenach (1884–1890), cô       | Willem III                                   |
| Công chúa Sophie, Nữ Đại Công tước của Saxe-Weimar-Eisenach | Nữ Thái tử                                   | Cô                                           | 23 tháng 11 năm 1890                         | Cháu gái của bà trở thành Nữ hoàng           | 23 tháng 3 năm 1897                          | Qua đời                                                    | Đại Công tước kế vị Karel Augustus của Saxe-Weimar-Eisenach (1890–1894), con trai | Wilhelmina                                   |
| Công chúa Sophie, Nữ Đại Công tước của Saxe-Weimar-Eisenach | Nữ Thái tử                                   | Cô                                           | 23 tháng 11 năm 1890                         | Cháu gái của bà trở thành Nữ hoàng           | 23 tháng 3 năm 1897                          | Qua đời                                                    | Hoàng tử Willem Ernst của Saxe-Weimar-Eisenach (1894–1897), cháu trai             | Wilhelmina                                   |
| Willem Ernst, Đại Công tước của Saxe-Weimar-Eisenach        | Thái tử                                      | Cháu họ                                      | 23 tháng 3 năm 1897                          | Bà nội (Sophie) qua đời                      | 30 tháng 4 năm 1909                          | Công chúa Juliana, con gái của Nữ hoàng Wilhelmina, ra đời | Hoàng tử Bernard của Saxe-Weimar-Eisenach (1897–1900), em trai                    | Wilhelmina                                   |
| Willem Ernst, Đại Công tước của Saxe-Weimar-Eisenach        | Thái tử                                      | Cháu họ                                      | 23 tháng 3 năm 1897                          | Bà nội (Sophie) qua đời                      | 30 tháng 4 năm 1909                          | Công chúa Juliana, con gái của Nữ hoàng Wilhelmina, ra đời | Công chúa Marie Alexandrine của Saxe-Weimar-Eisenach (1900–1909), cô              | Wilhelmina                                   |
| Vương nữ Juliana                                            | Nữ Thái tử                                   | Con gái lớn                                  | 30 tháng 4 năm 1909                          | Được sinh ra khi mẹ của bà là Nữ hoàng       | 4 tháng 9 năm 1948                           | Nữ hoàng thoái vị, bà trở thành Nữ hoàng                   | Willem Ernst, Đại Công tước của Saxe-Weimar-Eisenach (1909–1922), anh họ          | Wilhelmina                                   |
| Vương nữ Juliana                                            | Nữ Thái tử                                   | Con gái lớn                                  | 30 tháng 4 năm 1909                          | Được sinh ra khi mẹ của bà là Nữ hoàng       | 4 tháng 9 năm 1948                           | Nữ hoàng thoái vị, bà trở thành Nữ hoàng                   | không có, 1922–1938                                                               | Wilhelmina                                   |
| Vương nữ Juliana                                            | Nữ Thái tử                                   | Con gái lớn                                  | 30 tháng 4 năm 1909                          | Được sinh ra khi mẹ của bà là Nữ hoàng       | 4 tháng 9 năm 1948                           | Nữ hoàng thoái vị, bà trở thành Nữ hoàng                   | Công chúa Beatrix (1938–1948), con gái                                            | Wilhelmina                                   |
| Vương nữ Beatrix                                            | Nữ Thái tử                                   | Con gái lớn                                  | 4 tháng 9 năm 1948                           | Mẹ bà trở thành Nữ hoàng                     | 30 tháng 4 năm 1980                          | Nữ hoàng thoái vị, bà trở thành Nữ hoàng                   | Công chúa Irene (1948–1964), em gái                                               | Juliana                                      |
| Vương nữ Beatrix                                            | Nữ Thái tử                                   | Con gái lớn                                  | 4 tháng 9 năm 1948                           | Mẹ bà trở thành Nữ hoàng                     | 30 tháng 4 năm 1980                          | Nữ hoàng thoái vị, bà trở thành Nữ hoàng                   | Công chúa Margriet (1964–1967), em gái                                            | Juliana                                      |
| Vương nữ Beatrix                                            | Nữ Thái tử                                   | Con gái lớn                                  | 4 tháng 9 năm 1948                           | Mẹ bà trở thành Nữ hoàng                     | 30 tháng 4 năm 1980                          | Nữ hoàng thoái vị, bà trở thành Nữ hoàng                   | Hoàng tử Willem-Alexander (1967–1980), con trai                                   | Juliana                                      |
| Vương tử Willem-Alexander                                   | Thái tử                                      | Con trai trưởng                              | 30 tháng 4 năm 1980                          | Mẹ ông trở thành Nữ hoàng                    | 30 tháng 4 năm 2013                          | Nữ hoàng thoái vị, ông trở thành Vua                       | Vương tử Friso (1980–2003), em trai                                               | Beatrix                                      |
| Vương tử Willem-Alexander                                   | Thái tử                                      | Con trai trưởng                              | 30 tháng 4 năm 1980                          | Mẹ ông trở thành Nữ hoàng                    | 30 tháng 4 năm 2013                          | Nữ hoàng thoái vị, ông trở thành Vua                       | Catharina-Amalia của Hà Lan (2003–2013), con gái                                  | Beatrix                                      |
| Catharina-Amalia của Hà Lan                                 | Nữ Thái tử                                   | Con gái lớn                                  | 30 tháng 4 năm 2013                          | Cha cô trở thành Vua                         | Đương nhiệm                                  | Đương nhiệm                                                | Công chúa Alexia (2013–nay), em gái                                               | Willem-Alexander                             |